# Bactrocera javanensis
Bactrocera javanensis
 es una especie de insecto díptero que Perkins describió por primera vez en 1938. Bactrocera javanensis pertenece al género Bactrocera de la familia Tephritidae.  